# Dème d'Apollónii
Le dème d'Apollónii, en grec moderne : Δήμος Απολλωνίων / Dímos Apolloníon, est un ancien dème du district régional de Leucade, en Grèce. Depuis 2010, il est fusionné au sein du dème de Leucade.
Selon le recensement de 2011, la population du dème compte 2 768 habitants.

## Lieux et monuments
La plage Pórto Katsíki en fait partie.
Mont Stavrota ou Elati, altitude 1 182 m.